# Fryderyk (książę Brunszwiku-Lüneburga)
Fryderyk (ur. 28 sierpnia 1574 r., zm. 16 grudnia 1648 r.) – książę brunszwicko-lüneburski na Celle od 1636 roku z dynastii Welfów.

## Życiorys
August był czwartym spośród licznych synów księcia brunszwicko-lüneburskiego na Celle Wilhelma Młodszego i Doroty, córki króla duńskiego Chrystiana III. Po śmierci trzech kolejno władających księstwem starszych braci, w 1636 r. objął tron książęcy w Celle. 
Nie był żonaty, zmarł bezpotomnie. Następstwo w Celle objął jego bratanek Chrystian Ludwik (syn młodszego brata Jerzego).